# Vidoštačka Kraljica
Vidoštačka Kraljica, hrvatska župna duhovna vokalna glazbena skupina iz Stoca u Hercegovini.

## Simbol
Zaštitni znak je amblem Gospe Vidoštačke koji je na svim crkvama Trebinjsko-mrkanske biskupije, a čiji je izvorni crtež u Vidoštaku nadomak Stoca. To je lik tužne Gospe s djetetom Isusom u naručju.

## Povijest
Osnovana je 11. studenoga 1996. u Stocu. Glazbeni put započeo je na župnim misama, božićnim koncertima, korizmenim predavanjima, križnome putu, mladim misama, prilikom čišćenja ili kićenja crkve. Nastupale su u svojoj župi. Središnje djelovanje bilo je na misama za mladež. Sudjelovale su i u svim inim liturgijskim i inim zbivanjima u stolačkoj župi. 1997. su godine prvi put nastupile izvan župe. Bilo je to u svetištu u Hrasnu na blagdan Kraljice Mira, kada je skupina i dobila svoje ime. Poslije su osim duhovnog, njegovale i druge glazbene izričaje. Njeguju glazbene, kulturne i rodoljubne vrijednosti kroz svoj rad. Tijekom više od 20 godina rada 23 su se članice izmijenile kroz skupinu. 
Povodom 20 godina duhovno-glazbenog djelovanja snimljen je dokumentarni film Vidoštačka Kraljica – 20 godina o njima čija je premijera bila 8. prosinca 2017. u crkvi sv. Ilije Proroka u Stocu, u 18.00 sati nakon Svete mise zahvalnice.
Sudionice raznih kulturnih manifestacija u stolačkoj općini i šire. Od poznatijih to su Etnofest Solin i Etnofest Neum, HRT-ova emisija Hit do hita snimana u Slavonskom Brodu, Hercegovačke večeri u Zagrebu, svete mise u Austriji, razna kulturna i duhovna događanja širom Hercegovine. Nastupale su radijskim postajama, festivalima, kulturnim događanjima. Čast im je ukazana i pružena prigoda pjevati na dočeku papi Ivanu Pavlu II. u Banjoj Luci.

## Diskografija
Album duhovne glazbe Ti vladaš, promoviran u Stocu na blagdan Male Gospe 2004. godine.